# Crepidomanes pseudonymanii
Crepidomanes pseudonymanii är en hinnbräkenväxtart som beskrevs av Hosok. Crepidomanes pseudonymanii ingår i släktet Crepidomanes och familjen Hymenophyllaceae. Inga underarter finns listade.